# Morley Safer
Morley Safer (ur. 8 listopada 1931 w Toronto, zm. 19 maja 2016 w Nowym Jorku) – kanadyjski dziennikarz, wieloletni korespondent programu CBS News, najdłużej pracujący reporter dla programu 60 Minutes, korespondent wojenny w czasie wojny w Wietnamie.

## Życiorys
Safer urodził się w Toronto, jako syn Anny (z d. Chon) i Maxa Safera – tapicera. Studiował na Harbord Collegiate Institute i University of Western Ontario. Pracę dziennikarza rozpoczynał jako reporter w różnych gazetach Kanady i Anglii. Później rozpoczął współpracę z CBC (Canadian Broadcasting Corporation) jako korespondent i producent. W 1964 przeniósł się do Stanów Zjednoczonych i w tym samym roku został korespondentem londyńskiej filii CBS News. W 1965 otworzył biuro CBS News w Sajgonie.
W 1967 Safer został szefem biura londyńskiego CBS, a w 1970 zastąpił Harry’ego Reasnora na stanowisku prowadzącego w programie 60 Minutes. Jest do dziś najdłużej pracującym reporterem tego popularnego programu publicystycznego.
Był autorem bestsellerowego zbioru reportaży pt. Flashbacks: On Returning to Vietnam, (New York 1990).

### Kam Nei
Sławę Saferowi przyniósł reportaż nakręcony podczas jednej z amerykańskich akcji. W 1965 roku reporter towarzyszył jednemu z oddziałów amerykańskiej piechoty morskiej, który wkroczył do niedużej wsi Kam Nei. Wcześniej oddziały amerykańskie zostały z niej ostrzelane. Jednak marines nie zastali we wsi nikogo poza płaczącymi, wystraszonymi starcami i kobietami z dziećmi. Żołnierze wypędzili ludność i podpalili wieś, nonszalancko przy pomocy zapalniczek Zippo lub miotaczy ognia. Safer filmował wszystko, opatrując komentarzem, w którym można było usłyszeć m.in.: „Oto jak wygląda wojna w Wietnamie. Są tu tylko starcy i dzieci. (...) Wątpliwe by spalenie Kam Nei przybliżyło nas do militarnego zwycięstwa. Wieśniaka dla którego chata była dorobkiem życia, trudno będzie przekonać, że jesteśmy po jego stronie”. Amerykańskich żołnierzy nie pokazano tym razem jako bohaterów, za to ekran wypełnił się dramatem prostych, biednych ludzi – wietnamskich wieśniaków. Reportaż Safera został wyemitowany w Stanach Zjednoczonych wieczorem 5 sierpnia 1965 roku przez stację CBS. Obejrzało go 30 mln. Amerykanów z prezydentem Johnsonem włącznie. Był jednym z pierwszych materiałów telewizyjnych, ukazującym ponurą rzeczywistość wojny w Wietnamie, stojącą w sprzeczności z oficjalnymi deklaracjami Białego Domu o pokojowym i moralnie słusznym charakterze interwencji amerykańskiej w Wietnamie. Wywołał wściekłość i konsternację oficjalnych czynników, które wtedy nie potrafiły jeszcze radzić sobie z siłą przekazu telewizyjnego. Johnson natychmiast zadzwonił do prezesa CBS News Freda W. Friendly i od tej pory wszelkie materiały emitowane w przez tę stację podlegały kontroli Departamentu Obrony.

## Życie prywatne
Od 1968 był żonaty Jane (z d. Fearer) z zawodu antropologiem. Mieszkali w Nowym Jorku, mieli córkę Sarah, która jest absolwentem Brown University.

## Wpływy kulturowe
Jego postać jest wzmiankowana w sitcomie Złotka (Golden Girls) w odcinku pt. Long Day's Journey Into Marinara z 1987 oraz serialu Pomoc domowa w odcinku Fran's Roots z 1997 roku .

## Nagrody
Morley Safer był laureatem wielu branżowych nagród do których należą: Nagroda Emmy (12), Nagroda Overseas Press (3), Nagroda George Foster Peabody (3), Nagroda im Alfreda I. Duponta Uniwersytetu Columbia, Nagroda im. George Polka Uniwersytetu Long Island w Nowym Jorku i in.